# إدوارد د. هايز
إدوارد د. هايز (بالإنجليزية: Edward D. Hays) هو محامي وقاضي وسياسي أمريكي، ولد في 28 أبريل 1872، وتوفي في 25 يوليو 1941 في الولايات المتحدة. حزبياً، نشط في الحزب الجمهوري. وقد انتخب عضو مجلس النواب الأمريكي.